# Dromas ardeola
Dromas ardeola là một loài chim trong họ Dromadidae.

## Hình ảnh

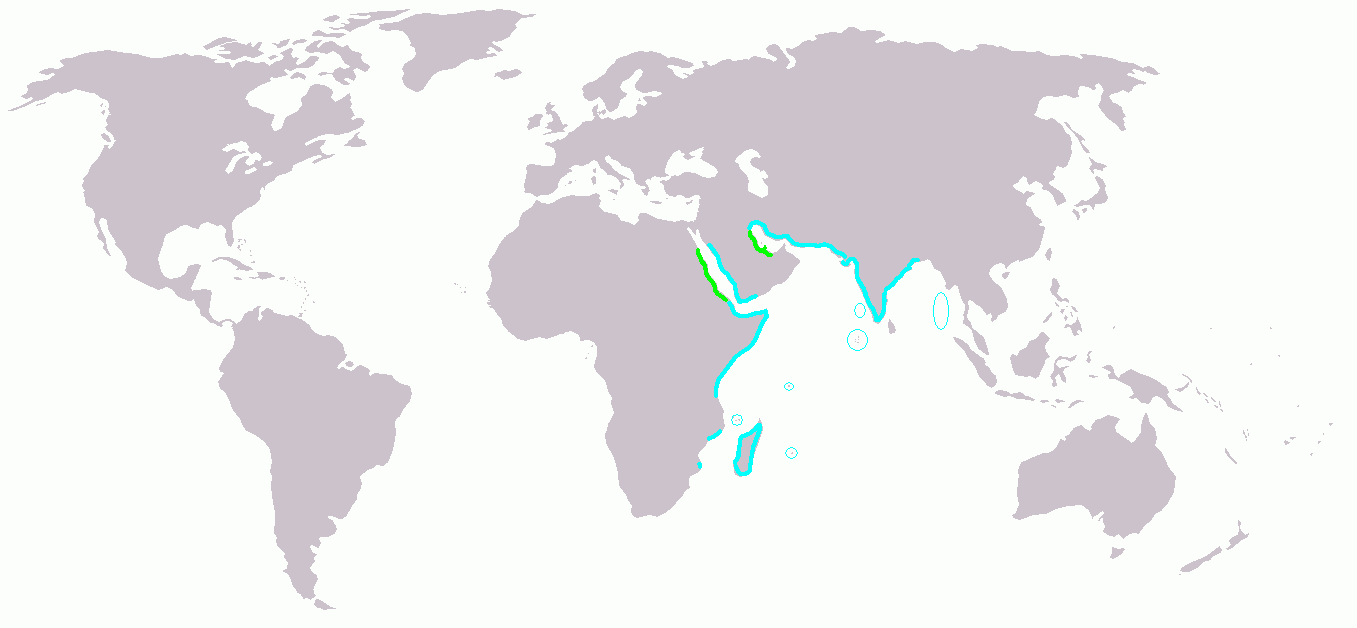
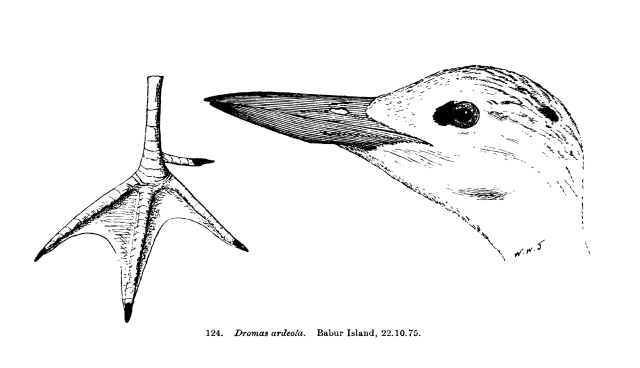